# Ra-Ta-Ta
«Ra-Ta-Ta», или «Ra Ta-Ta-Ta» — немецкая песня 1970 года, написанная гамбургским пианистом Крисом Ювенсом (настоящее имя Уве Штельцманн; 1946—1998) и Кристианом Хайльбургом (настоящее имя Грегор Роттшалк, *01/12/1945). Гюнтер Габриэль из CBS Records Germany сразу же осознал запоминающийся потенциал песни, но его начальник отверг композицию. Тем не менее, песня прокатилась по Европе в виде синглов на многих европейских языках. Французская версия вошла в Top 10 в исполнении Антуана в Париже, что в свою очередь привело к продвижению английской версии в исполнении немецкой группы Rotation в США.
На пост-советском пространстве композиция известна по телепередаче «Что? Где? Когда?» — она звучит во время появления в студии «чёрного ящика».

## Версии
- «Ра Та Та Та Та», Энди Фишер; К. Ювенс, немецкие слова: К. Хайльбург, Германия, 1970
- «Ра-та-та», Globetrotters; Германия
- «Ра-Та-Та», Грегор; Германия, 1970
- «Ra Ta Ta», немецкая студийная группа Rotation, с новым английским текстом Грегора Роттшалка
- «Ра-Та-Та», Los Javaloyas; Ювенс, Хайльбург, испанский текст: М. Клаверо, 1971
- «Ra Ta Ta», Klaas & Peter (Клаас Лейен, Петер Схоонховен), на голландском языке, 1970
- «Ра-Та-Та», Антуан ; Ювенс, Хайльбург, французский текст: Симили, Деланкре, 1970
- «Ра-Та-Та», Фреди (певец) ; Ювенс, финский текст: Георг Доливо, 1971
- «Ра-Та-Та-Та», Джонни Реймар; Ювенс, Хайльбург, датский текст: Вигго Хаппель 1971
- «Ра Та-Та-Та», The Lollipops;; датские слова, 1970.
- «Ра-Та-Та», Оркестр Джеймса Ласта; инструментальная (Non Stop Dancing 11), 1970